# Exeristis
Exeristis is een geslacht van vlinders van de familie grasmotten (Crambidae), uit de onderfamilie Spilomelinae.

## Soorten
- E. asynopta Tams, 1935
- E. asyphela Meyrick, 1886
- E. catharia Tams, 1935
- E. minuscula Caradja, 1931
- E. mystica Caradja, 1927
- E. polytima (Turner, 1908)
- E. pollosta Tams, 1935
- E. xanthota Meyrick, 1886